# Немецкий музей (Мюнхен)
Неме́цкий музе́й достиже́ний есте́ственных наук и те́хники (нем. Deutsches Museum von Meisterwerken der Naturwissenschaft und Technik), или Неме́цкий музе́й (Deutsches Museum) — расположенный в Мюнхене самый крупный музей естествознания и техники в мире. В нём собрано около 28 000 экспонатов, представляющих более 50 отраслей науки. Обширные коллекции экспонатов музея из мира техники и естествознания осматривают ежегодно более полутора миллионов человек.
Немецкий музей ставит своей целью распространение в наиболее наглядной, доступной и понятной для неспециалистов и интересующихся форме естественнонаучных и технических знаний. Выполнению этой задачи служат экспозиции музея, демонстрирующие развитие естественных наук и техники на конкретных примерах.

## История Немецкого музея
Немецкий музей был основан по инициативе Оскара фон Миллера (1855—1934) 28 июня 1903 года на годовом общем собрании Союза немецких инженеров (нем. Verein Deutscher Ingenieure) как «музей шедевров естествознания и техники». Экспозиция была открыта в 1906 году во временных помещениях. Первые экспонаты состояли из математическо-физических коллекций из Баварии.
В 1906 году был заложен фундамент здания музея на острове на реке Изар (Isarinsel, ранее остров Коленинзель [Kohleninsel, угольный остров], сейчас Музеумсинзель [Museumsinsel, музейный остров]). Новое здание на Музейном острове открылось в 1925 году. Это была первая большая железобетонная постройка в Мюнхене. В 1932 году было открыто здание библиотеки, а в 1935 году — Конгресса.
После сильного разрушения в войну музей был снова открыт в 1948 году, в последующие годы неоднократно увеличивался. В 1992 году как филиал музея был открыт авиационный зал Шлайсхайм (нем. Flugwerft Schleißheim) на старейшем сохранившемся аэродроме Германии. В 1995 году был основан Немецкий музей Бонна как филиал музея для отображения развития науки и техники в Германии после 1945 года. В 2003 году первый зал транспортного центра Немецкого музея переехал на холм Терезы (Theresienhöhe; бывшая ярмарочная территория) в Мюнхене.

### Хронология
- 1903 Основание Немецкого музея
- 1906 Открытие первоначальной экспозиции в помещениях бывшего национального музея на Максимилианштрассе
- 1909 Открытие последующих коллекций в старой изарской казарме на Эхрхардтштрассе
- 1911 Праздник по случаю окончания строительства здания музея
- 1925 Открытие нового здания Немецкого музея на Музейном острове
- 1928 Закладка зданий библиотеки и зала
- 1930 Праздник по случаю окончания строительства библиотеки и зала
- 1932 Открытие библиотеки
- 1935 Открытие зала конгресса
- 1944 Разрушение примерно 80 % зданий
- 1948 Повторное открытие после разрушения
- 1984 Открытие нового зала для авиа- и космических полетов; временное закрытие нескольких отделений после ущерба от града и наводнения
- 1992 Открытие авиационного зала на особой посадочной площадке Шлайсхайм
- 1995 Открытие Немецкого музея Бонна как филиала музея
- 2003 Открытие Транспортного центра на бывшей ярмарочной территории

## Описание экспозиции

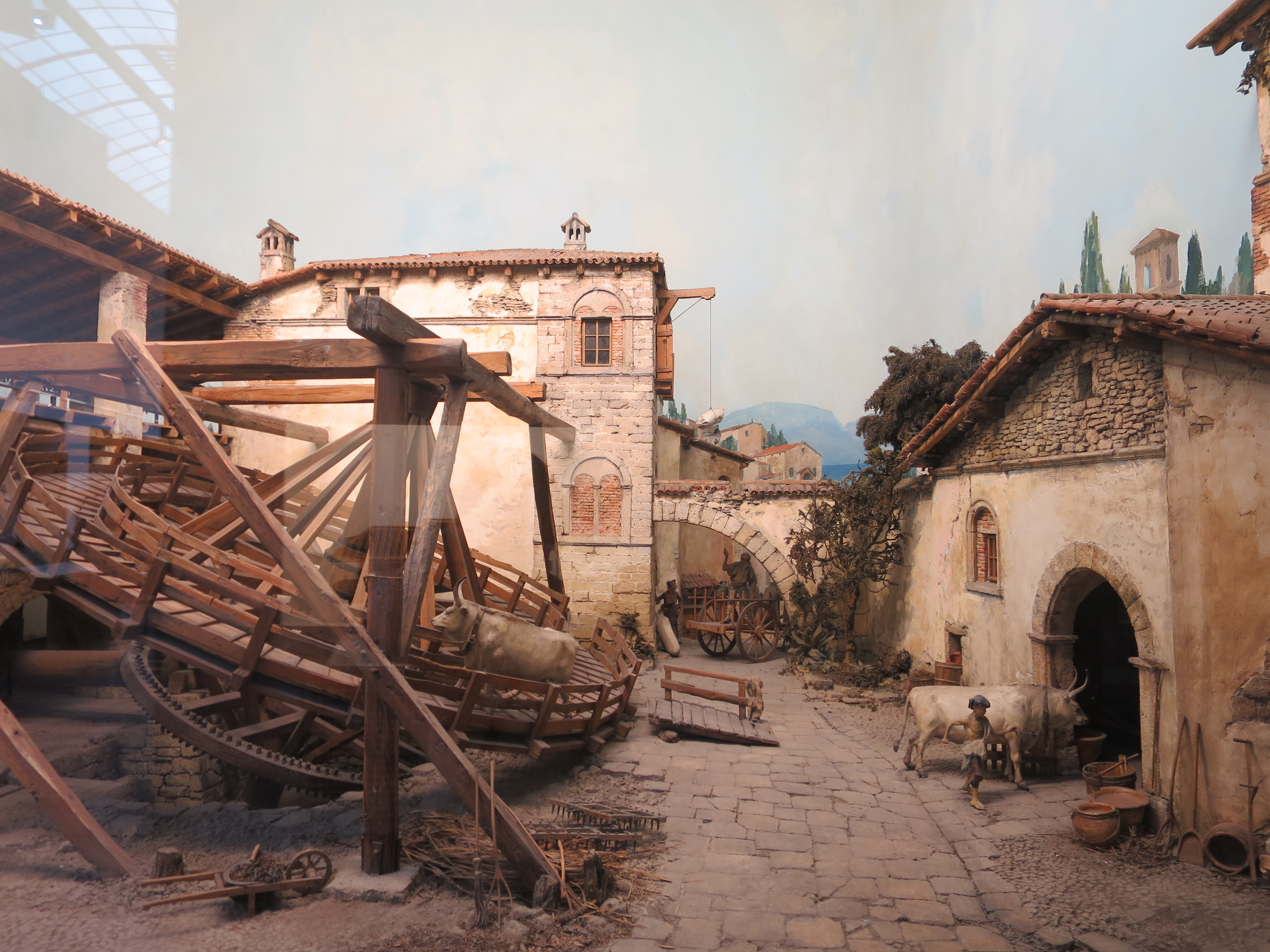
Одна из диарам музея

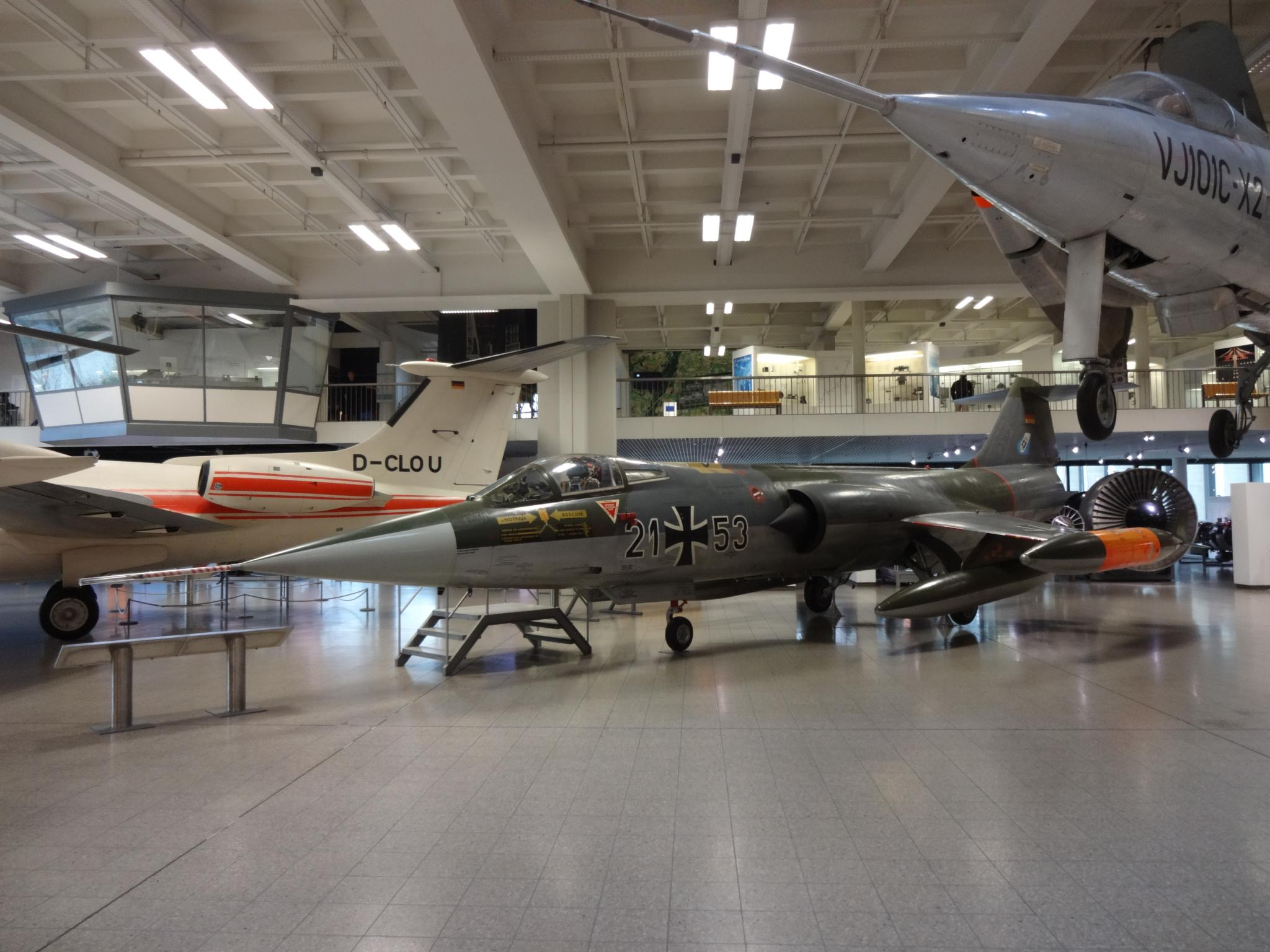
Авиационная экспозиция музея

В музее более 50 разделов, среди них «Химия», «Воздухоплавание», «Нефть и газ», «Кареты и велосипеды», «Геодезия», «Мостостроение», «Микроэлектроника», «Бумага», «Металлы», «Телекоммуникации» и др. Музейные экспозиции отражают все этапы развития данных отраслей знания не только в Германии, но и других странах. 
Во многих залах есть действующие модели, которые могут включать посетители. 
Зал «Горное дело» знакомит не только с техническими приспособлениями и историей шахтёрской профессии, но и с бытом горняков. Так, в реконструкции шахты воссоздана молитвенная комната, где шахтёры молились перед спуском в забой, обычай был введён в XVI веке. 
В разделе сельского хозяйства представлена история развития орудий труда — от примитивных деревянных и каменных до самых современных. В создании данного музейного раздела принимал участие инженер и писатель Макс фон Айт, который сам был разработчиком нескольких сельскохозяйственных машин, в частности плуга с паровым двигателем. Здесь установлена старинная хижина альпийского пастуха, привезённая из гор Баварии, в которой демонстрируются способы приготовления молочных продуктов, в том числе знаменитого домашнего альпийского сыра. 
Одна из экспозиций посвящена теме «Человек и космос». 
В залах славы и живописи представлены портреты выдающихся учёных и изобретателей Германии и других стран, помещения украшены произведениями искусства, отражающими развитие естествознания и техники. В музее есть зал с коллекцией музыкальных инструментов, представленных в историческом развитии.